# Cynthia Wood
Cynthia Lynn Wood (nacida el 25 de septiembre de 1950 en Burbank, California), también conocida como Cyndi Wood, es una modelo y actriz estadounidense. Fue elegida Playmate del mes en febrero de 1973 por la revista Playboy, y Playmate del año en 1974. Fue fotografiada por Pompeo Posar. En 1983, grabó voces para tres canciones de la banda sonora de la película de anime Golgo 13: The Professional con letras escritas por Toshiyuki Kimori.

## Filmografía parcial
- Shampoo (1975) .... Clienta de tienda de belleza
- Strange New World (1975) (TV) .... Araba
- Three on a Date (1978) (TV) .... Azafata
- Van Nuys Boulevard (1979) .... Luna
- Apocalypse Now (1979) .... Playmate del año

## Apariciones notables en televisión
- The Jim Stafford Show (1975) serie de televisión .... ella misma
- The Sonny and Cher Comedy Hour interpretando a "ella misma" (episodio # 3.19) 10 de febrero de 1973